# Leo Arnsztam
Leo Oskarowicz Arnsztam (ros. Лео Оскарович Арншта́м; ur. 2 stycznia?/15 stycznia 1905 w Jekaterinosławie, zm. 26 grudnia 1979 w Moskwie) – radziecki reżyser filmowy i scenarzysta, Ludowy Artysta RFSRR.

## Życiorys
W 1923 roku ukończył konserwatorium w Leningradzie. Pracował jako kierownik muzyczny Teatru im. Meyerholda. Pracę w kinematografii rozpoczął jako reżyser dźwięku, następnie był reżyserem i scenarzystą. Zrealizował kilka filmów historycznych o tematyce rewolucyjnej i biograficznej. Nakręcił cykl filmów poświęconych Georgi Dymitrowowi i film biograficzny o Zofii Perowskiej.
Laureat Nagrody Stalinowskiej (1946), otrzymał Order „Znak Honoru”.

## Wybrana filmografia
- 1936: Przyjaciółki (Подруги)
- 1944: Zoja (Зоя)
- 1946: Glinka (Глинка)
- 1955: Romeo i Julia (Ромео и Джульетта)
- 1957: Lekcja historii (Урок истории)
- 1960: Pięć dni - pięć nocy (Пять дней, пять ночей)
- 1967: Zofia Perowska (Софья Перовская)